# Badminton bei den Sukan Malaysia 2012
Badminton wurde bei den Sukan Malaysia 2012, den malaysischen Nationalspielen, vom 7. bis zum 15. Juli 2012 in Kuantan in fünf Einzel- und zwei Teamdisziplinen gespielt.

## Sieger und Platzierte
| Disziplin    | Gold                           | Silber                       | Bronze                        |
| ------------ | ------------------------------ | ---------------------------- | ----------------------------- |
| Herreneinzel | Zulfadli Zulkiffli             | Tan Kian Meng                | Iskandar Zulkarnain Zainuddin |
| Dameneinzel  | Yang Li Lian                   | Sonia Cheah Su Ya            | Thinaah Muralitharan          |
| Herrendoppel | Ow Yao Han Tai An Khang        | Goh Jian Hao Pang Zheng Lin  | Tan Wee Tat Teo Ee Yi         |
| Damendoppel  | Chow Mei Kuan Shevon Jemie Lai | Kisona Selvaduray Ng Hui Ern | Ti Wei Chyi Yap Zhen          |
| Mixed        | Chooi Kah Ming Lai Pei Jing    | Low Juan Shen Ng Hui Ern     | Ow Yao Han Lee Meng Yean      |
| Herrenteam   | Selangor                       | Johor                        | Negeri Sembilan               |
| Damenteam    | Kuala Lumpur                   | Johor                        | Selangor                      |